# Die unheimliche Leichtigkeit der Revolution

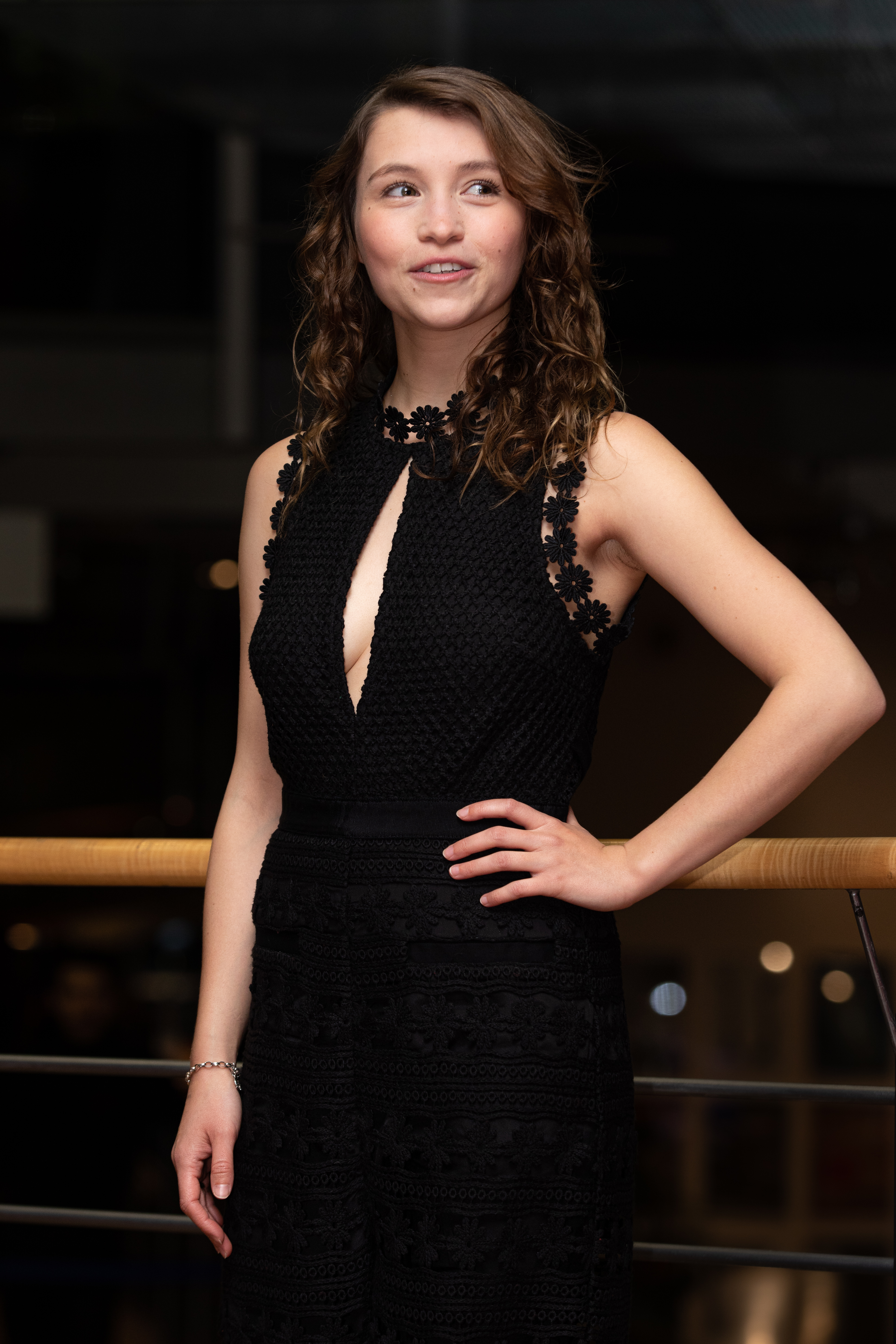
Janina Fautz spielt in der Hauptrolle Franka Blankenstein (Foto von 2020, Jahr des Filmdrehs)

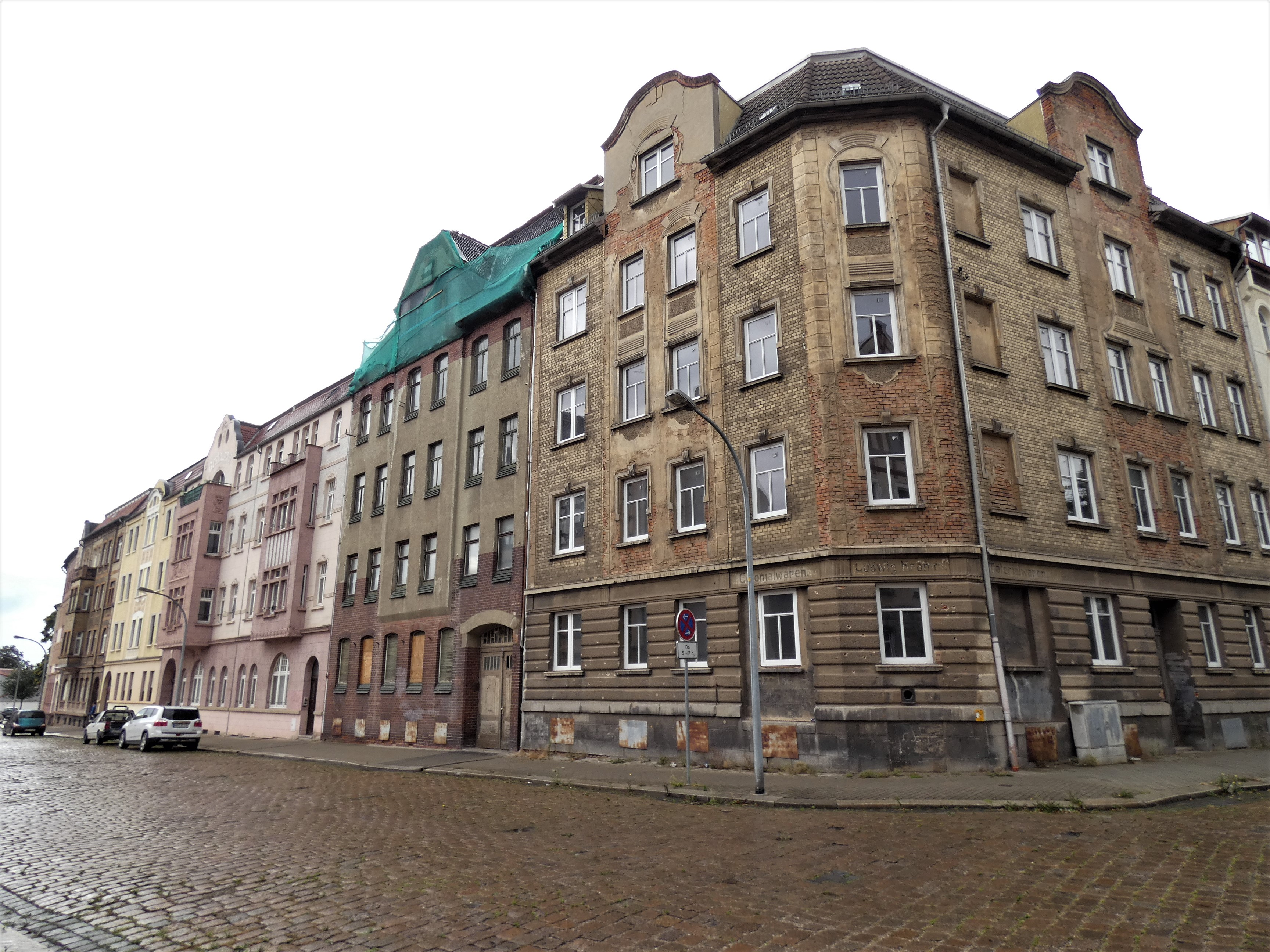
Teils unsanierte Straßenzüge in Weißenfels dienten als Kulisse (Drehort: Weinbergstraße)

Die unheimliche Leichtigkeit der Revolution ist ein deutsches Filmdrama aus dem Jahr 2021. In der Hauptrolle spielt Janina Fautz eine Jugendliche, die sich im Leipzig der Vorwendezeit einer Umweltgruppe anschließt und sich schließlich für demokratische Grundrechte einsetzt. Der Film war seit dem 21. April 2021 in der ARD Mediathek abrufbar und wurde am 28. April 2021 im Ersten ausgestrahlt. Er kandidierte im Wettbewerb um den 3satPublikumspreis 2021.
Der Film ist eine freie Adaption des Buchs Die unheimliche Leichtigkeit der Revolution: Wie eine Gruppe junger Leipziger die Rebellion in der DDR wagte von Peter Wensierski aus dem Jahr 2017.

## Handlung
Leipzig im Jahr 1988: Franka Blankenstein ist eine 19-jährige Abiturientin, die eine Ausbildung zur Druckereifacharbeiterin anstrebt und mit ihrer Freundin Trixi von Konzertbesuchen bei westlichen Stars träumt. Eines Nachts lernt sie durch Zufall Stefan Clausnitz kennen, als dieser vor der Polizei flieht. Unter dem Dach der Kirche engagiert er sich für den Umweltschutz in der Region, gemeinsam mit Gleichgesinnten, die in einem alten Abrisshaus wohnen und hier ihre Aktionen planen. Als Wehrdienstverweigerer und Wortführer der Gruppe ist er im Visier der Staatssicherheit und oft Repressionen ausgesetzt. Beruflich arbeitet er als Altenpfleger.
Franka verliebt sich in ihn, schließt sich der Gruppe an und wird schnell eine der Aktivsten und Mutigsten; so ist es ihre Idee, eine Demonstration als Gedenkumzug zu tarnen. Auch in der Schule fällt sie zunehmend durch staatskritische Äußerungen auf. Wie Stefan, dessen Vater durch einen vertuschten Arbeitsunfall ums Leben kam und dessen Mutter später Suizid beging, ist auch Frankas Engagement persönlich motiviert. Ihr jüngerer Bruder starb an Pseudokrupp, als sie mit ihrer Familie in einem Dorf in der Nähe des Braunkohlereviers bei Bitterfeld wohnte. Frankas Mutter hatte damals durch diverse Eingaben auf die Missstände hingewiesen, sich letztlich aber mit dem System arrangiert. Als hauptberufliche Mitarbeiterin des Demokratischen Frauenbunds wird sie nun wegen der Aktionen ihrer Tochter mehrfach vor die Parteileitung zitiert. Franka zu bespitzeln lehnt sie jedoch ab.
Die Arbeit der Gruppe wird mit der Zeit immer politischer. Im Januar 1989 beschließen sie, die Gedenkfeier für Karl Liebknecht und Rosa Luxemburg zu einer Demonstration für Meinungsfreiheit zu machen und mit Flugblättern dazu aufzurufen. Auf Frankas Initiative brechen sie nachts in ihre Schule ein, um die Druckmaschinen zur Herstellung von möglichst vielen Flugblättern zu nutzen. Diese verteilt die Gruppe in der ganzen Stadt, Franka auf eigene Faust weitere in ihrer Schule. Als die Polizei am nächsten Morgen dort auftaucht, kommt Franka ihrer Entlarvung zuvor und wird verhaftet, wie auch andere Mitglieder der Gruppe. Die Flugblattaktion indes zeigt Wirkung; die Versammlung auf dem Leipziger Marktplatz wird zu einer der Initialzündungen für die Friedliche Revolution. Sehr zum Unwillen der Staatssicherheit werden die Inhaftierten wieder freigelassen; die Staatsführung wünscht kein internationales Aufsehen. Nur von Stefan fehlt zunächst jede Spur. Die Stasi schürt bei Franka den Verdacht, dass er in Wirklichkeit als Informeller Mitarbeiter für sie gearbeitet habe.
Von ihren Eltern unterstützt, übernimmt Franka Stefans Job in der Altenpflege, zieht zu der Gruppe ins Abrisshaus und engagiert sich weiter für Umweltschutz und Meinungsfreiheit. Eine Videobotschaft von Stefan bringt Klarheit: Er war in jener Nacht der Verhaftung knapp entgangen und in den Westen geflohen; die Zeit mit ihr bezeichnet er als die schönste seines Lebens.

## Produktion
Der Film wurde vom 6. März 2020 bis zum 3. September 2020 unter anderem in Leipzig und Weißenfels gedreht. In Weißenfels wurde im denkmalgeschützten Straßenzug in der Weinbergstraße gefilmt. Aufgrund der COVID-19-Pandemie mussten die Dreharbeiten ab dem 18. März 2020 bis in den August hinein unterbrochen werden, sodass sich die Drehtage insgesamt auf knapp sechs Monate aufteilten. Weißenfels war als Drehort deshalb interessant, weil es in der Stadt noch einige unsanierte Straßenzüge gibt, wie sie auch in der Vorwendezeit existierten. Der Film wurde von UFA Fiction produziert und durch die Mitteldeutsche Medienförderung finanziell unterstützt.
Die Vorlage des Films war das gleichnamige Sachbuch, in dem Peter Wensierski die wahre Geschichte einer Gruppe junger Menschen aus Leipzig darstellt. Diese hätten, ausgehend von ihren Aktionen gegen Umweltverschmutzung und der Forderung nach mehr demokratischen Freiheiten, der Friedlichen Revolution den Weg bereitet. Der Autor selbst sagt über den Film, es sei für ihn wichtig, dass es „diese jungen Leute und nicht irgendwelche prominenten Namen […]“ waren, „die tolle Ideen hatten“. Für Wensierski handelt es sich um eine der wichtigsten Geschichten, die man aus der DDR erzählen kann. Das Buch sei eine „filmische Steilvorlage“ gewesen, viele der wahren Anekdoten daraus wurden in die Drehbuchversion übernommen.
Der Film thematisiert verschiedene kulturelle und gesellschaftspolitische Ereignisse der Vorwendezeit:
- Franka und Trixi haben die Absicht, gemeinsam das Bruce-Springsteen-Konzert 1988 in Ost-Berlin zu besuchen, das größte Konzertereignis in der Geschichte der DDR.[7]
- Als die Gruppe die Gedenkfeier für Karl Liebknecht und Rosa Luxemburg durch die verteilten Flugblätter für eine Gedenkdemonstration „zur demokratischen Erneuerung unserer Gesellschaft“ nutzt, wird die Versammlung am 11. Januar 1989 thematisiert, die den Beginn der Friedlichen Revolution in Leipzig darstellt.[8]
- Die Umweltverschmutzungen in der Region um Bitterfeld waren in den 1980er Jahren kaum mehr übersehbar. Bitterfeld galt zu dieser Zeit als dreckigste Stadt Europas,[9] und der illegal gedrehte Dokumentarfilm Bitteres aus Bitterfeld wurde in Teilen im westdeutschen Politmagazin Kontraste im Programm der ARD am 27. September 1988 ausgestrahlt. Redakteur der Sendung war damals Peter Wensierski.
- Die Gewässerverschmutzung des Flusses Pleiße südlich von Leipzig ist ein zentrales Thema der Umweltgruppe. Der Umzug entlang der Pleiße zum Weltumwelttag am 5. Juni 1988 mit symbolischer Wasserentnahme wird im Film nachgestellt.[10]

Dem Zeitgeist des Films entsprechend werden typische Songs der Pop- und Rockmusik auf dem Soundtrack verwendet. Zu hören sind unter anderem Stücke von Chris Goulstone (Days In The Shade), Ton Steine Scherben (Wir müssen hier raus), Christian Perret (Up Yours!), Aztec Camera (Somewhere In My Heart) oder Cat Stevens (Peace Train).

## Rezeption

### Kritiken
Das Lexikon des internationalen Films vergab zwei von fünf möglichen Sternen und beurteilte den Film als eine Buchadaption, die die historischen Vorgänge zwar „sauber herausarbeitet, sie aber mit klischeehaften Figuren und Dialogen zum argen Geschichtskitsch verbrämt. Die Botschaft vom Wert zivilen Widerstands versickert weitgehend im Melodram.“
Rainer Tittelbach vergibt auf tittelbach.tv insgesamt 5,5 von 6 möglichen Sternen. Er hebt positiv hervor, dass auf eine übermäßige Dramatisierung verzichtet wurde, weil die jungen Bürgerrechtler im Mittelpunkt stünden und die jugendliche Euphorie der Bewegung den Film trüge. Regisseur Fletscher und Drehbuchautor Kirchner würden „den jugendlichen Leichtsinn ‚authentisch‘ nachzeichnen“. Dies ließe „das Naiv-Konventionelle an der Heldengeschichte vergessen“. Lobend äußert sich Tittelbach auch über die Hauptdarstellerin: „[M]itreißend spielt Janina Fautz die weibliche Hauptfigur als frech-frische Verkörperung des Prinzip Hoffnung.“
Oliver Armknecht vergibt auf film-rezensionen.de insgesamt 7 von 10 Punkten. Er lobt, wie eine sympathisch auftretende Janina Fautz als Aushängeschild und Identifikationsfigur die Geschichte um eine Jugendbewegung persönlich und nachvollziehbar mache, auch wenn der Film dazu neige, die Dinge etwas zu vereinfachen. Sehenswert sei dabei vor allem die Entwicklung der Ereignisse und Figuren, wenn ein lokaler Protest gegen Umweltverschmutzung Teil einer viel größeren Freiheitsbewegung wird. Armknecht sieht in dem Tatendrang der Jugendlichen und ihrem Idealismus Parallelen zur Fridays-for-Future-Bewegung.

### Einschaltquoten
Die Erstausstrahlung des Films am 28. April 2021 sahen in Deutschland 3,95 Millionen Zuschauer, was einem Marktanteil von 12,9 % entsprach.